# 谢讷于特-特雷沃-屈诺
谢讷于特-特雷沃-屈诺（法語：Chênehutte-Trèves-Cunault，法語發音：[ʃɛn.yt tʁɛv kyno] ⓘ）是法国曼恩-卢瓦尔省的一个旧市镇，属于索米尔区。该旧市镇总面积27.61平方公里，2009年时的人口为1045人。
谢讷于特-特雷沃-屈诺已于2016年1月1日起和相邻的其它4个市镇合并成为热讷-瓦勒德卢瓦尔（Gennes-Val de Loire）。

## 历史
1794年，市镇谢讷于特（Chênehutte）与莱蒂福（Les-Tuffeaux）合并为谢讷于特-莱蒂福（Chênehutte-les-Tuffeaux）。1839年，市镇特雷沃（Trèves）与屈诺（Cunault）合并为市镇特雷沃-屈诺（Trèves-Cunault）。1973年，谢讷于特-莱蒂福与特雷沃-屈诺合并为今天的谢讷于特-特雷沃-屈诺。

## 人口
谢讷于特-特雷沃-屈诺人口变化图示

谢讷于特-特雷沃-屈诺
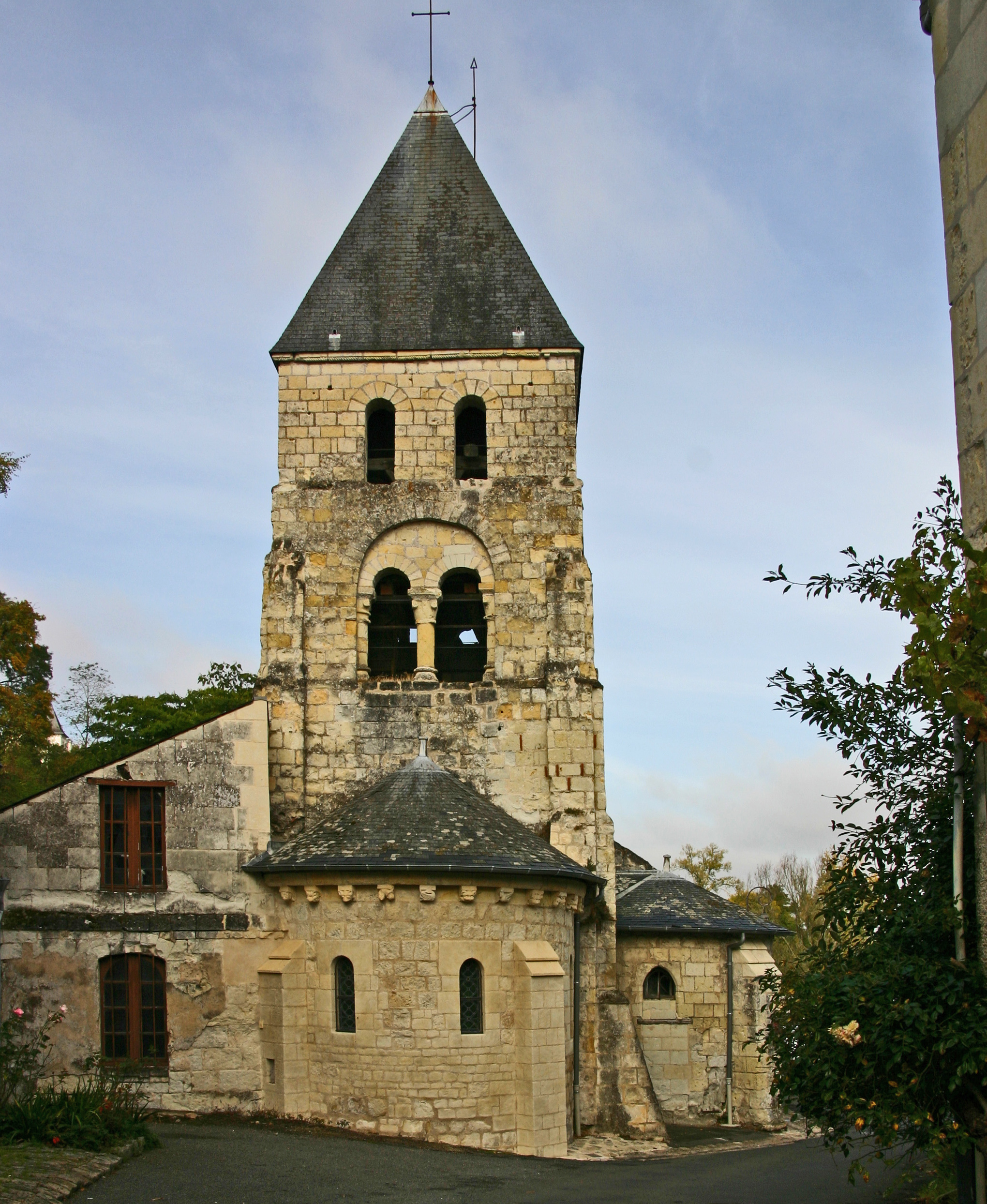
莱蒂福圣母教堂
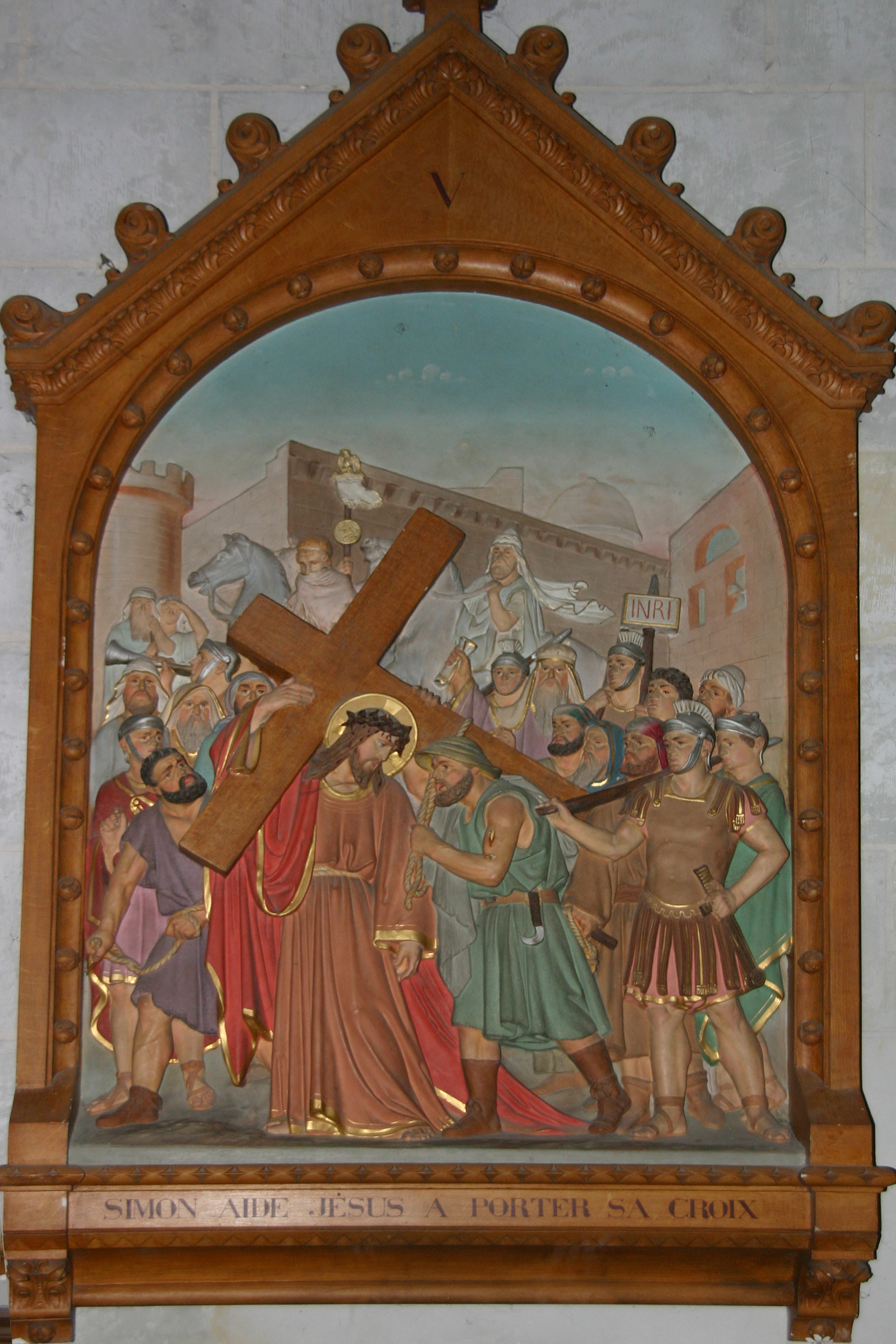
莱蒂福圣母教堂
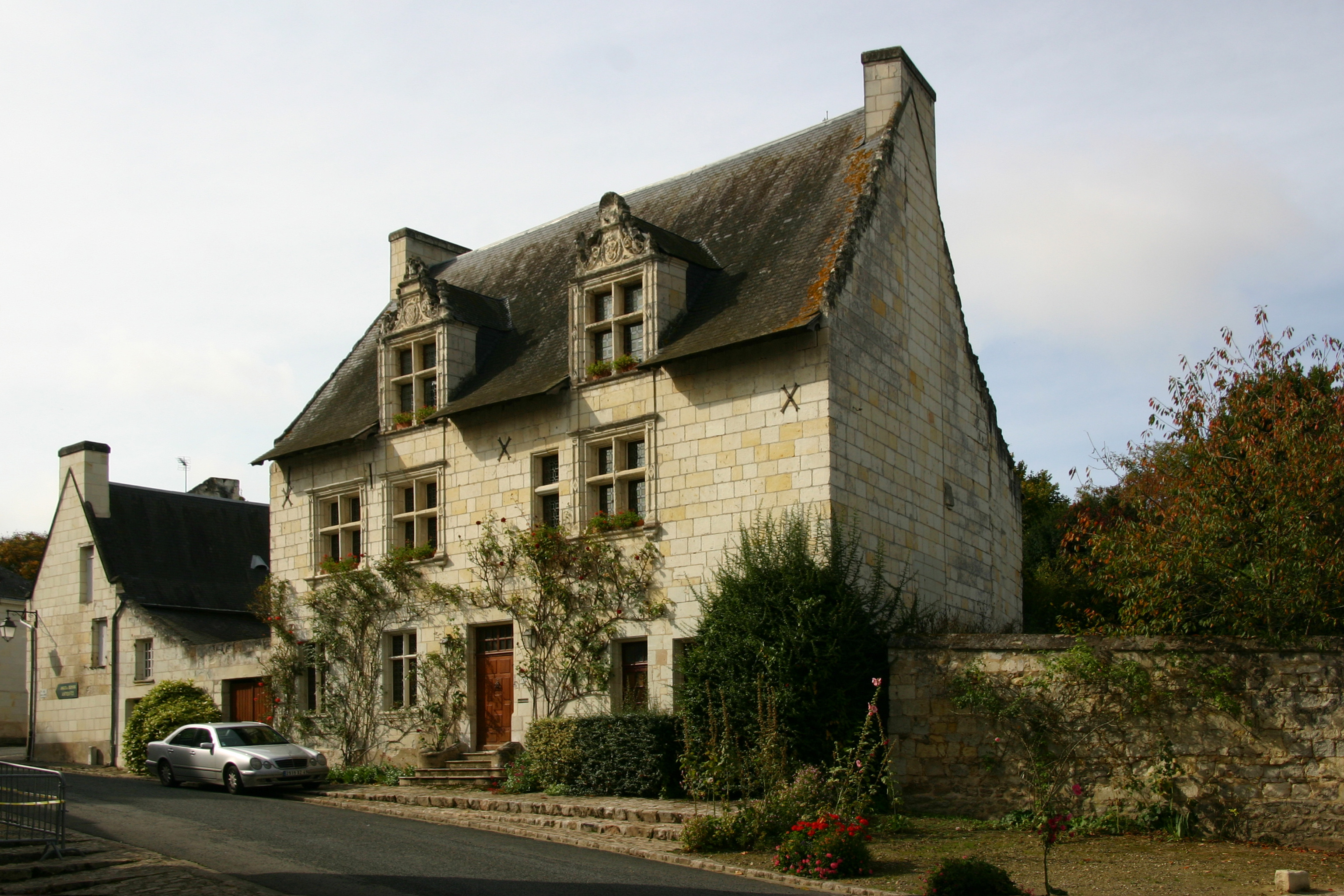
屈诺
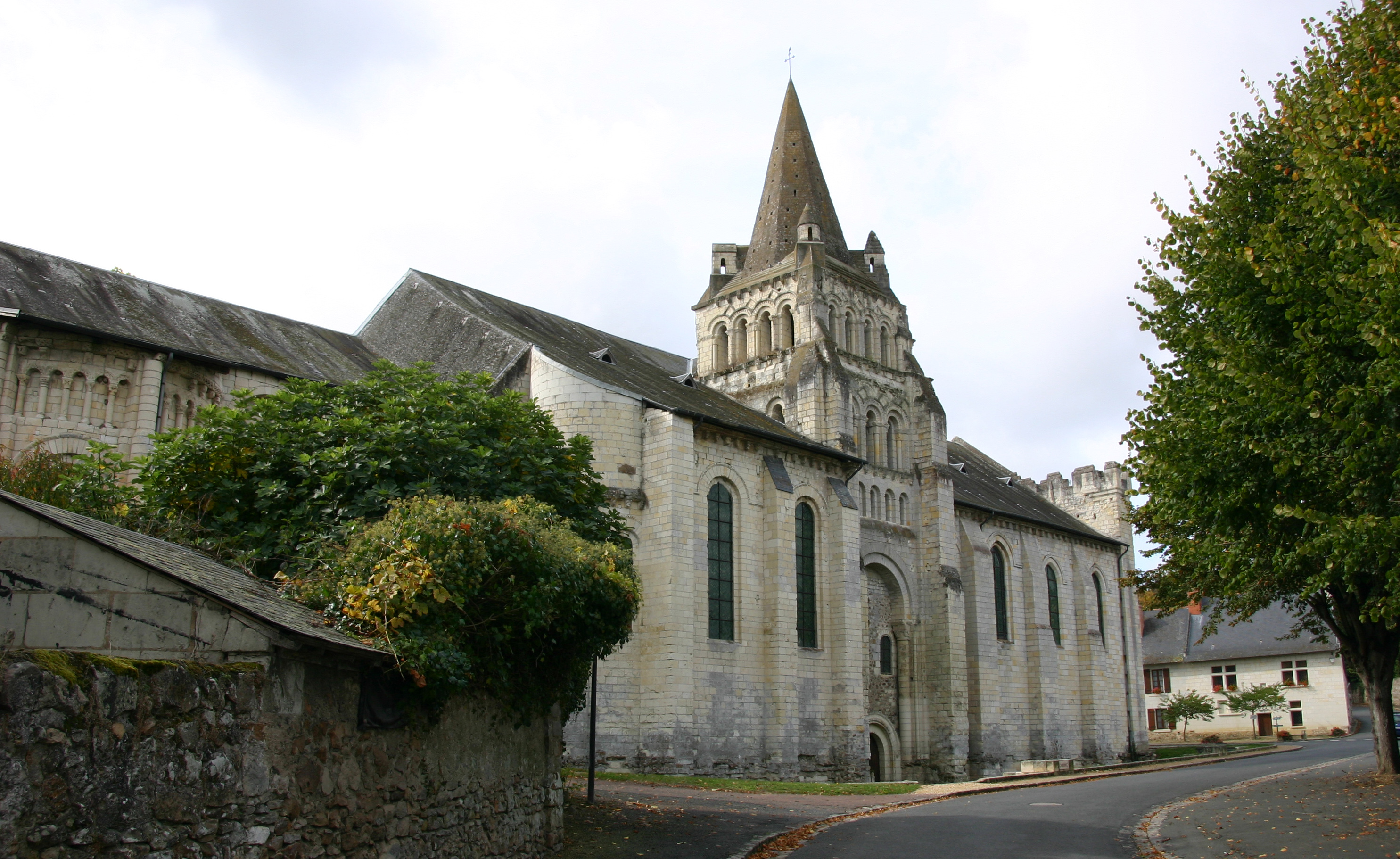
屈诺圣母教堂
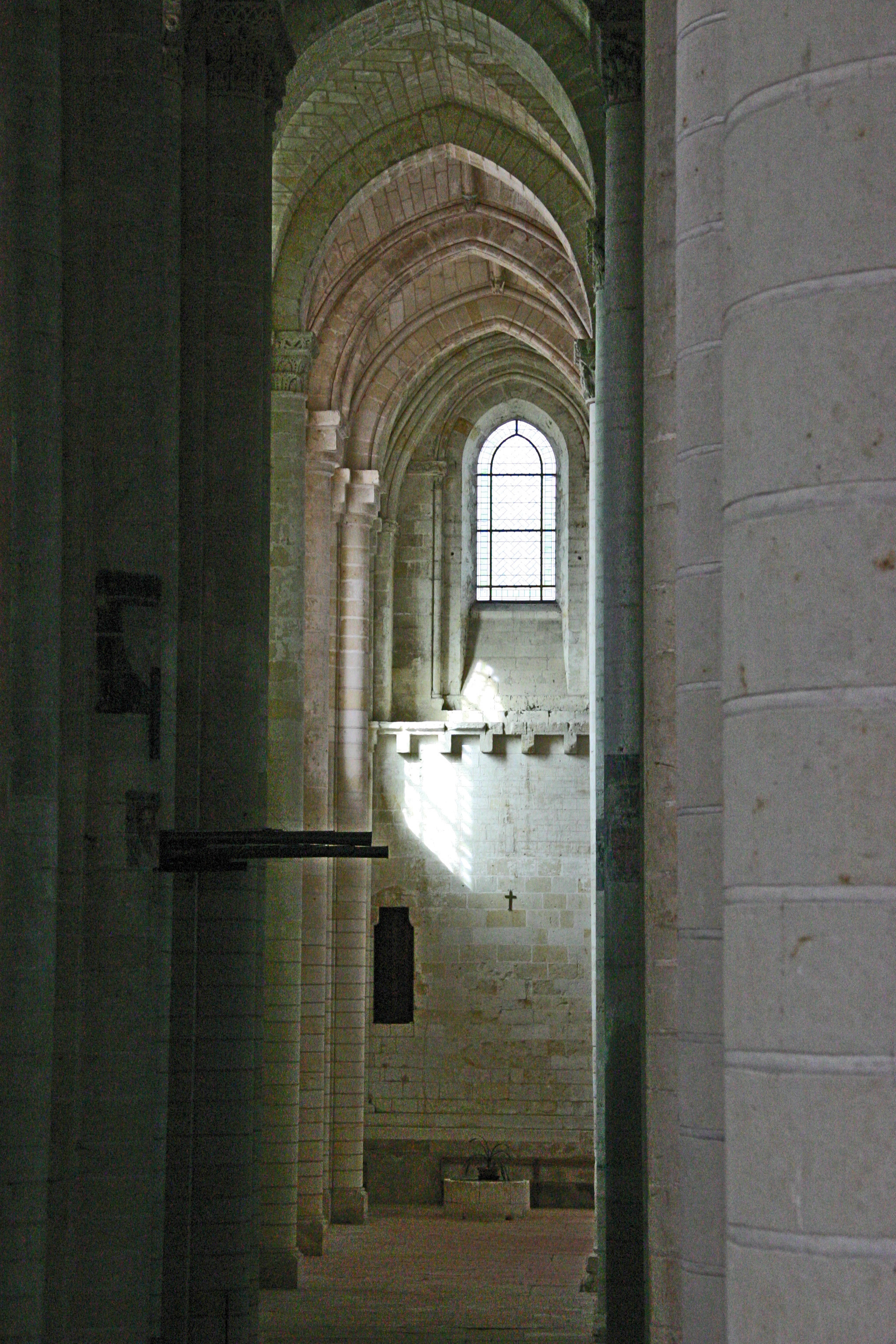
屈诺圣母教堂
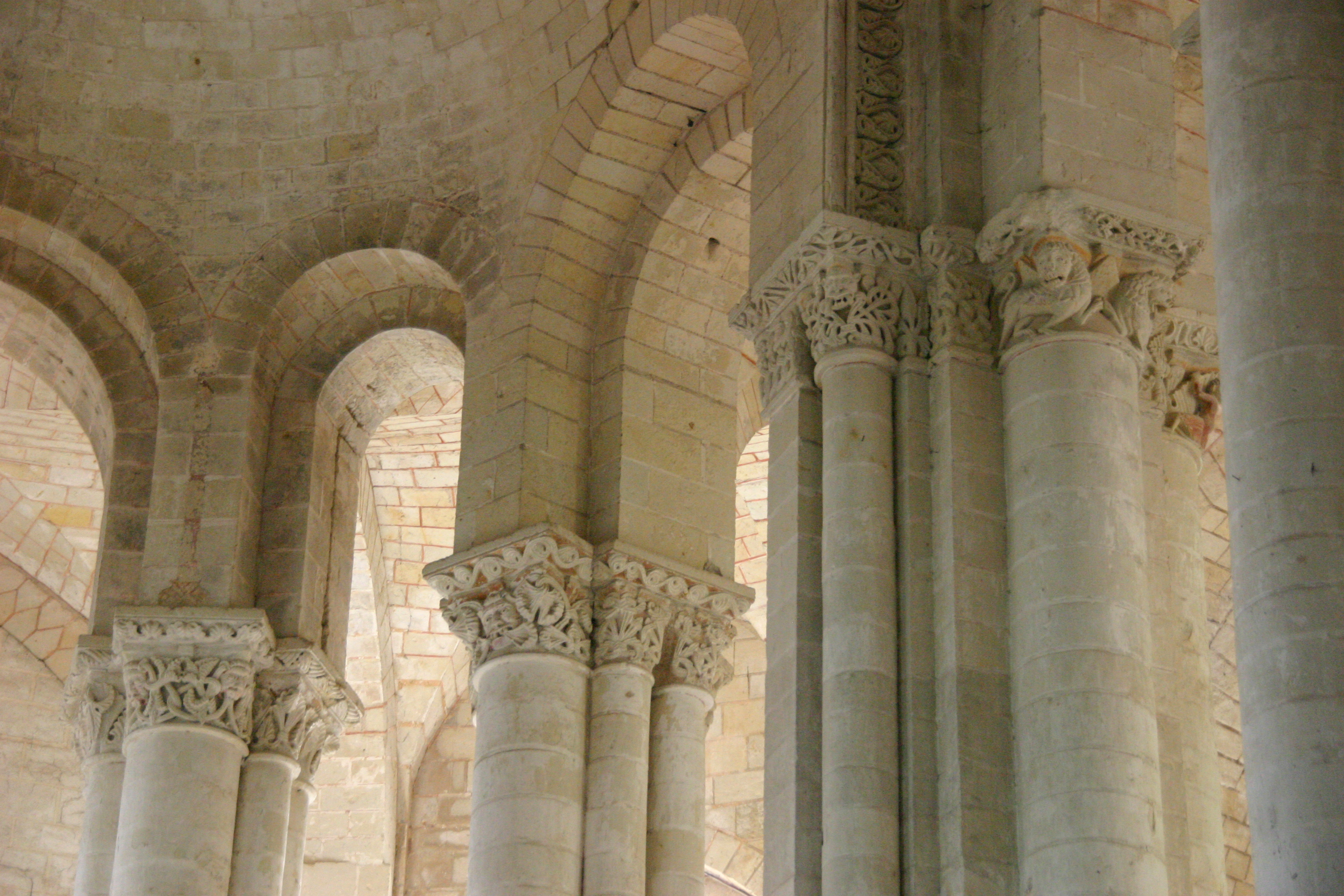
屈诺圣母教堂
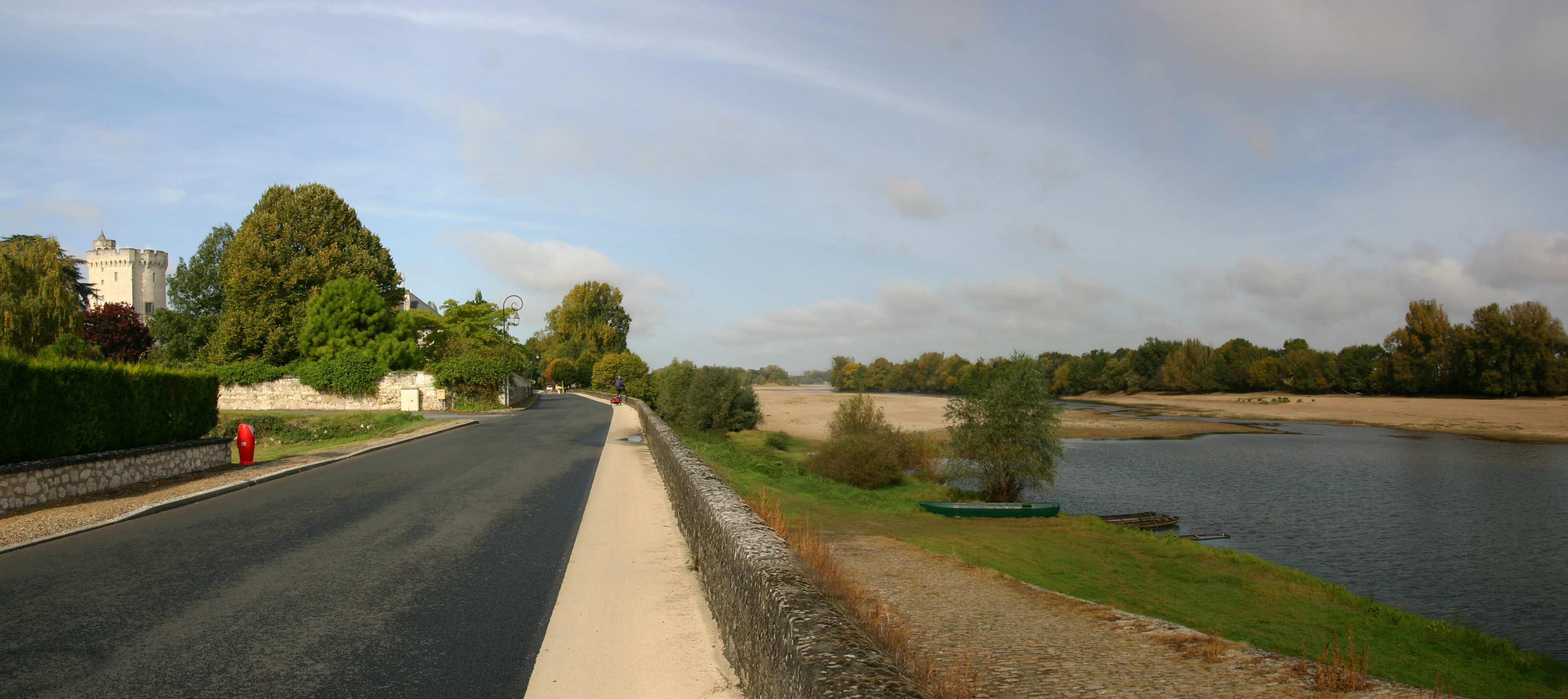
卢瓦尔河